# Cyathea binayana
Cyathea binayana är en ormbunkeart som beskrevs av Masahiro Kato. Cyathea binayana ingår i släktet Cyathea och familjen Cyatheaceae. Inga underarter finns listade.